# Научный коучинг
Научный коучинг (англ. Coaching — наставлять, обучать для определённых целей) — технология развития личного потенциала, самосознания и чувства ответственности у человека, занимающегося учебной или научной деятельностью. Процесс, в ходе которого человек обучается чему-то новому, развивает необходимые ему качества и совершенствует свои профессиональные навыки посредством общения с преподавателем — коучем. Научный коучинг — организация самостоятельной деятельности дееспособных взрослых граждан по развитию и мобилизации внутренних и внешних ресурсов. Основная цель вида профессиональной деятельности: повышение качества решений и действий по достижению учебной и научной целей посредством развивающего диалога с участием независимого специалиста — коуча. Что касается стандартов Международной федерации коучинга (ICF), коучинг определяется как процесс партнерского взаимодействия, который стимулирует интеллектуальную работу и креативность клиента и, с помощью коуча, максимизирует его личный и профессиональный потенциал.
Научный тренер — это тип лидера, который помогает человеку максимально реализовать свой потенциал.

## Этимология
Этимология английского слова «coach» восходит к венгерскому «kocsi» ("дорожный экипаж"), пришедшему в английский язык из французского, который, в свою очередь, заимствовал его из немецкого языка. В 1556 году термин окончательно закрепился в английском языке в своем первоначальном значении «повозка», «экипаж», в 1886 году оно стало также употребляться применительно к железнодорожным составам. Согласно определению, данному в современном Оксфордском словаре, глагол «to coach» означает «тренировать», «готовить к состязаниям» — именно от сленга Оксфордских студентов термин в такой своей трактовке и перешел в дальнейшее употребление — «ушел в массы».
Как научная дисциплина, коучинг зародился в США в 80-х годах XX-го века. Ключевыми фигурами в этом процессе были Т. Галлви и Д. Уитмор.
Основным источником, который послужил толчком к созданию коучинга как практического метода, является метафора «внутренней игры» Т. Галлви, преподавателя Гарварда и теннисного эксперта, которая составляет методологическую основу практической деятельности тренера. Он стал известен после того, как была опубликована его книга «Внутренняя игра в теннис».
Слово «внутренний» использовалось в контексте внутреннего состояния игроков, поскольку Галлви считает, что противник в сознании человека намного сложнее, чем противник в реальной игре . Заслуга Т. Галлви заключалась в том, что он обратил внимание на механизм естественного обучения и способность человека самостоятельно, без особых усилий, научиться действовать в любой конкретный момент.

## Признаки
Первый признак — это четкая цель, задачи, для достижения которых, собственно, и реализуется научный коучинг.
Процесс научного коучинга можно представить в виде формулы:
Эффективность = потенциал — препятствие.
Эффективность в данном случае — как раз-таки та самая цель, ради которой реализуются мероприятия посредством научного коучинга. И под эффективностью понимается не только эффективность деятельности, речь идет о повышении эффективности человеческого потенциала. Эффективность человека проявляется в деятельности, но она также является чем-то большим, чем его деятельность.
Второй признак — особый субъект, который отвечает за реализацию данной технологии. Человек, который взаимодействует с учеником, называется тренером. Метод коучинга отличается от классического обучения и консультирования тем, что тренер не дает советов и рекомендаций, а ищет решения вместе с клиентом. Коуч в этом процессе создает предпосылки для всестороннего развития личности клиента, способствует повышению его работоспособности, обучению и развитию. Научный тренер помогает справиться с домашним заданием и приобрести навыки для повышения общего успеха в обучении. Коуч — специалист, проводящий консультации в стиле «коучинг», обладающий способностью к самоорганизации, умением мотивировать, слушать и вселять уверенность.
Третий признак коучинга — особая внутренняя содержательная структура. Безусловным и необходимым условием научного коучинга является доверие, которое обеспечивает процесс естественного обучения, а необходимым личным качеством тренера для укрепления доверия является способность заботиться, то есть, создавать необходимые условия для достижения самореализации.
Тимоти Галлви, один из самых известных современных теоретиков и практиков коучинга, описывает коучинг как искусство, а не технологию, которой нужно учиться на собственном опыте. Наиболее важными содержательными моментами, с его точки зрения, являются:
- Раскрытие человеческого потенциала;
- Повышение производительности;
- Содействие мобильности;
- Создание соответствующей среды;
- Забота о человеке.

Ещё один важный признак — это диалог, который в данном случае рассматривается как процесс взаимодействия.
Процесс общения в научном коучинге — это диалог. Диалог — это не просто разговор между двумя людьми, это процесс встречи различных значений и суждений, процесс создания новых значений или рождения новых знаний на двух уровнях коммуникации — на рационально-логическом и вероятностном (символическом).
Таким образом, диалог — это не рациональный обмен мнениями, а пространство значений и суждений, которое существует одновременно в рациональном и символическом измерении и на трех уровнях общения — внутреннем, внешнем и культурном. Такое понимание диалога позволяет дать научному коучингу качественную философскую основу для его методологии.

## Задачи
Основные задачи научного коучинга:
- максимизация внутреннего потенциала (максимальное использование своих сильных сторон, постановка приоритетных целей в научной деятельности или учёбе и выбор способов их достижения с наименьшими усилиями);
- устранение препятствий (как внутренних, порождаемых нами страхами, предположениями, стереотипами, так и внешних — неблагоприятной внешней средой).

## Итог
Рассматривая научный коучинг как процесс развития у человека естественной способности учиться и мыслить самостоятельно, что происходит в форме диалога, можно сформулировать следующее:
1. Научный тренер поможет не только выполнить домашнее задание, но и повысить общий успех в учёбе.
2. Основными предпосылками коучинга, вытекающими из универсальных основ познавательной деятельности, являются поддержка естественной способности к обучению и актуализация способности мыслить самостоятельно.
3. Основные условия коучинговых отношений, которые являются предпосылкой для начала естественного процесса обучения, — это доверие и забота о человеке.
4. Процесс общения в научном коучинговом диалоге — это пространство суждений, которое существует одновременно на трех уровнях общения[9].